# Das Dunkel der Lagune
Das Dunkel der Lagune ist ein Abenteuerroman von Jack Higgins, der in der Originalausgabe erstmals 1959 unter dem Titel Sad Wind from the Sea unter seinem richtigen Namen Harry Patterson veröffentlicht wurde. Die deutsche Erstübersetzung erfolgte 1986 im Goldmann Verlag in der Übertragung aus dem Englischen durch Hermann Völkel.

## Inhalt
Der Roman spielt 1953 in Macau. Der Abenteurer und Gelegenheitsschmuggler Mark Hagen hat in einer Spielhölle und Hafenbar den letzten Rest seines Geldes verloren, sein Schiff wurde von den Behörden beschlagnahmt. Trotz aller Widrigkeiten erhält er die Chance wieder finanziell auf die Beine zu kommen. Bei dem sich ihm nun bietenden Abenteuer muss er komplett auf Risiko setzen. Ausgerechnet innerhalb eines Sumpfgebiets der Volksrepublik China befinden sich im Schiffsrumpf eines Wracks auf dem Grund einer Lagune im Gebiet des Flusses Kwai einhundert Goldbarren. Auch andere Figuren der kriminellen Halbwelt jagen hinter dem Schatz her. Dabei sind sie bei der Auswahl ihrer Methoden nicht zimperlich. Im Verlauf der Suche und Bergung rettet Mark Hagen ein bildhübsches 18-jähriges eurasisches Mädchen aus den Händen einer brutalen chinesischen Gang und vermag auch den Goldschatz für sich zu retten.

## Hintergrund
Durch die Veröffentlichung des Romans erweckte Higgins das Interesse von Paul Scott, der später den Booker Prize für Staying on gewinnen sollte. Scott erklärte sich bereit als Literaturagent für Higgins zu arbeiten und ermöglichte ihm die weitere Publikation bei Hutchinson, die Higgins erstmals einen Vorschuss von 75 Pfund zahlten. In den folgenden zehn Jahren verfasste Higgins zwei bis drei Thriller oder Abenteuerromane unter verschiedenen Pseudonymen wie Hugh Marlowe und Martin Fallon, da ihm die Verleger suggerierten, dass das Leserpublikum nur einen Roman eines Autors innerhalb eines Jahres tolerieren würde. Higgins ließ sich darauf ein, weil er sich zu jener Zeit trotz seiner Bewunderung für Autoren wie Ernest Hemingway als sehr materialistisch ansah und seiner Familie und sich selbst den ersten vorsichtigen Luxus gönnen wollte. So war seine erste Anschaffung von dem größeren Autorenhonorar einen Minivan für seine Frau, damit sie die gemeinsamen Kinder zur Schule und zum Training fahren konnten.

## Einordnung
In den 1960er Jahren verfasste Higgins eine Vielzahl von Abenteuerromanen und Thrillern nach dem Muster von Das Dunkel der Lagune mit starken Schurken und noch stärkeren Helden, aber einer recht einfachen Charakterzeichnung und Handlung. Erst zum Ende dieses Jahrzehnts entwickelte sich der Schriftsteller laut Meinung der Kritiker vom Pulp-Fiction-Niveau zu einem mehr ernsthafteren Niveau. Oder wie es Higgins selbst ausdrückte „semi-seriously“, da die Literaturkritiker keinen Autor mögen, der ihrer Ansicht nach zu viele Bücher verkauft. Einerseits profitierte er von seiner gereiften Erfahrung und dem Umstand, dass das Thrillergenre – vor allen Dingen durch Alistair MacLean prominent besetzt – florierte, und zum anderen, dass ihn einer seiner alten Lehrer darin ermutigte, seinen Schreibstil zu verbessern. Den entscheidenden Wandel vollzog er als Schriftsteller mit der Veröffentlichung von East of Desolation, das er als erstes Werk unter seinem Namen herausgab und das Publikum sowie Kritiker gleichermaßen positiv aufnahmen.

## Ausgabe
englisch
- Harry Patterson: Sad Wind from the Sea. John Long Ltd., London 1959.[4]
- Jack Higgins: Sad Wind from the Sea. 50th Anniversary edition (Reissue) Harper, London 2009. ISBN 978-0-00-727422-2.

deutsch
- Jack Higgins: Das Dunkel der Lagune. Aus dem Englischen übertragen von Hermann Völkel, Goldmann, München 1986, ISBN 3-442-08378-8.
- Jack Higgins: Das Dunkel der Lagune. Genehmigte, ungekürzte Sonderausgabe des Goldmann Verlags, Hebel, Darmstadt 1993, ISBN 3-87179-165-2.
- Jack Higgins: Das Dunkel der Lagune. Genehmigte, ungekürzte Sonderausgabe des Goldmann Verlags, Pavillon-Verlag, München 2000, ISBN 3-453-16912-3.
- Jack Higgins: Das Dunkel der Lagune. Heyne Verlag, München 2000, ISBN 3-453-16912-3.